# الفرع (البراكنة)
الفرع بلدة موريتانية وإحدى بلديات ولاية البراكنة.